# جون إليوتسون
جون إليوتسون (29 أكتوبر 1791 - 29 يوليو 1868)، الحاصل على درجة دكتور في الطب من إدنبرة عام 1810 ودرجة دكتور في الطب من أكسفورد عام 1821 وزمالة كلية الأطباء الملكية (لندن عام 1822) وزمالة الجمعية الملكية (1829)، كان أستاذ مبادئ وممارسات الطب في كلية لندن الجامعية (1832)، وكبير الأطباء في مستشفى الكلية الجامعية (1834) -والمحرر المشارك لصحيفة ذا زويست بالتنسيق مع الدكتور في الطب، ويليام كولينز إنجليدو.
كان إليوتسون مؤلفًا ملهمًا غزير الإنتاج ومعلمًا محترمًا، عُرف بمهاراته التشخيصية كطبيب ووصفاته القوية للغاية: «قال طلابه إنه ينبغي على المرء أن يسمح له بتشخيص المريض وليس علاجه».
كان دائمًا «رائدًا» في مهنته: كان من أوائل من استخدموا وطوروا السماعة الطبية في بريطانيا، ومن أوائل من استخدموا الوخز بالإبر.

## تعليمه
كان نجل الكيميائي والصيدلي البارز في لندن، جون إليوتسون، وإليزابيث إليوتسون، وولد في ساوثوورك في 29 أكتوبر عام 1791.
كان تلميذًا خاصًا لكاهن أبرشية سانت سافيورز في ساوثووك، واستمر في دراسة الطب في جامعة إدنبرة، من عام 1805 حتى عام 1810 -إذ تأثر بالدكتور في الطب، توماس براون (1778-1820)- ثم في كلية المسيح في كامبريدج، من عام 1810 حتى عام 1821، حاصلًا على درجة دكتور في الطب من كلتي المؤسستين، وبعد ذلك، أكمل تعليمه في لندن في مستشفى سانت توماس ومستشفى غاي. في عام 1831، انتُخب أستاذًا لمبادئ وممارسات الفيزياء في جامعة لندن (كلية لندن الجامعية حاليًا)، وفي عام 1834، أصبح طبيبًا في مستشفى الكلية الجامعية.

## سماته البدنية
بالكاد بلغ طوله 5 أقدام (152 سم)، وكان ذا بشرة داكنة ورأس كبير جدًا، كان أيضًا أعرجًا (بعد حادث عربة عام 1828).
قدم مظهره تباينًا قويًا أمام روبرت ليستون (1794-1847) «عدوه الداخلي»، الحاصل على زمالة كلية الأطباء الملكية من إدنبرة عام 1818 وزمالة الجمعية الملكية عام 1841، أستاذ الجراحة السريرية في الكلية الجامعية وأحد أسرع الجراحين على الإطلاق (في إحدى المرات، أجرى ليستون عملية بتر ساق من منتصف الفخذ خلال 25 ثانية)، والذي كان شاحب البشرة وبلغ طوله 6 أقدام و2 بوصة (188 سم). كان ليستون يعارض سلوك إليوتسون «الملوث» للمستشفى بتفسيراته لـ«الحالات الأعلى» للمسمرية (بدلًا من تطبيقاتها «الطبية»).
رغم غرابة سماته البدنية، حظي إليوتسون بإعجاب كبير كمحاضر، من حيث الوضوح المنظم لمحاضراته والحيوية المسرحية في إلقائها. بمجرد أن بدأ إلقاء المحاضرات في الكلية الجامعية، نُشرت محاضراته الهامة على نطاق واسع في الصحافة الطبية؛ ونشر مجموعات متعددة من محاضراته على مر السنين. في ذروة حياته، كان أول رئيس للجمعية الملكية الطبية الجراحية (في عام 1833)، وزميلًا في كلية الأطباء الملكية والجمعية الملكية، وكانت لديه إحدى كبرى العيادات الخاصة في لندن، وبالإضافة إلى ذلك، كان أحد الأطباء البارزين في الإمبراطورية البريطانية بأكملها.

## فراسة الدماغ والمسمرية
أصبح إليوتسون مهتمًا بفراسة الدماغ، وكان مؤسس جمعية لندن لفراسة الدماغ وأول رئيس لها (في عام 1823). في البداية، أثارت التفسيرات التي قدمها ريتشارد تشينيفيكس اهتمامه بالسمرية في عام 1829، وزاد اهتمامه بعد تفسيرات دوبوتيت دي سينيفوي في عام 1837.

### الأختان أوكي
بدأ إليوتسون تجاربه مع الأختين أوكي، إليزابيث (17 عامًا) وجين (15 عامًا)، اللتين أُدخلتا إلى المستشفى في أبريل 1837، لعلاج الصرع لديهما. لُقبتا باسم أوكي وكان يُفترض على نطاق واسع أنهما أيرلنديتان ولكنهما في الواقع تنتميان إلى عائلة إنجليزية قديمة (يعود اسم أوكي إلى شجرة البلوط). سرعان ما بدأ إليوتسون في استخدامهما كمواضيع بحث -في عام 1837، أدخل «إبرة سيتون كبيرة بها خصلة من الحرير» في عنق إليزابيث أوكي (الأخت الكبرى) بينما كانت مسحورة (تحت تأثير المسمرية)، بدون ألم تمامًا ودون أن تدرك أن مثل هذا الاختراق قد حدث -ضمن حدود المستشفى، وفي ظل التفسيرات العامة لما يسمى بـ«الحالات العليا» للمسمرية: حدة الإدراك وتبديل الحواس (الرؤية بالأصابع، إلخ) ونقل الأفكار والانسجام الجسدي أو «مجتمع الإحساس» والانسجام النفسي، وما إلى ذلك. كان إليوتسون مقتنعًا بأن الأخت الكبرى، إليزابيث، تملك موهبة حدة الإدراك الطبي (قادرة على رؤية الجسد وتشخيص المرض ووصف العلاج وتقديم المآل)، فأخذها إلى الردهات في منتصف الليل وجعلها تشخص وتصف العلاجات بنفسها.

### توماس واكلي
في أغسطس عام 1838، أجرى توماس واكلي سلسلة من التجارب على الأختين أمام مجموعة من الشهود. ركزت اختباراته على ما إذا كان بإمكان الفتاتين التمييز بين المياه «المسحورة» من المياه «غير المسحورة». عندما فشلتا في القيام بذلك باستمرار، استنكرهما ووصفهما بالاحتيال وأعلن أن المسمرية مغالطة تامة. في الواقع، لم تثبت التجارب أن الفتاتين كانتا تزيفان الأمر ولم تظهر أن السمرية كانت زائفة. بحلول نهاية عام 1838، أجبر إليوتسون على الاستقالة من المستشفى. أصدر مجلس الكلية الجامعية، بعد أشهر من المداولات، قرارًا في 27 ديسمبر عام 1838، «بتوجيه لجنة المستشفى لاتخاذ الخطوات التي تراها مناسبة، لمنع ممارسة المسمرية أو المغناطيسية الحيوانية داخل المستشفى»؛ وبعد قراءة إليوتسون محتويات القرار، استقال من جميع تعييناته على الفور.
فعل واكلي كل ما في وسعه، كونه فردًا ومحررًا في مجلة ذا لانسيت، لدحض ادعاءات إليوتسون، وجعل جميع مساعيه ومؤسساته موضع جدل شديد؛ مثلًا، وبالإضافة إلى مجموعة واسعة من المقالات التي نُشرت في ذا لانسيت على مدى عدة سنوات، هناك أيضًا عمل ضد إليوتسون منسوب إلى واكلي، تحت عنوان حقائق لا يمكن إنكارها بشأن الممارسات الغريبة للدكتور إليوتسون، ... مع مرضاه من الإناث؛ وتجاربه الطبية على أجسام إي وجاي أوكي (1842). التي تحتفظ بها المكتبة البريطانية، وأخرى محفوظة في مجموعة مكتبة ويلكوم، كتبها غالبًا واكلي أو أحد شركائه.